# 圣玛格丽塔火山

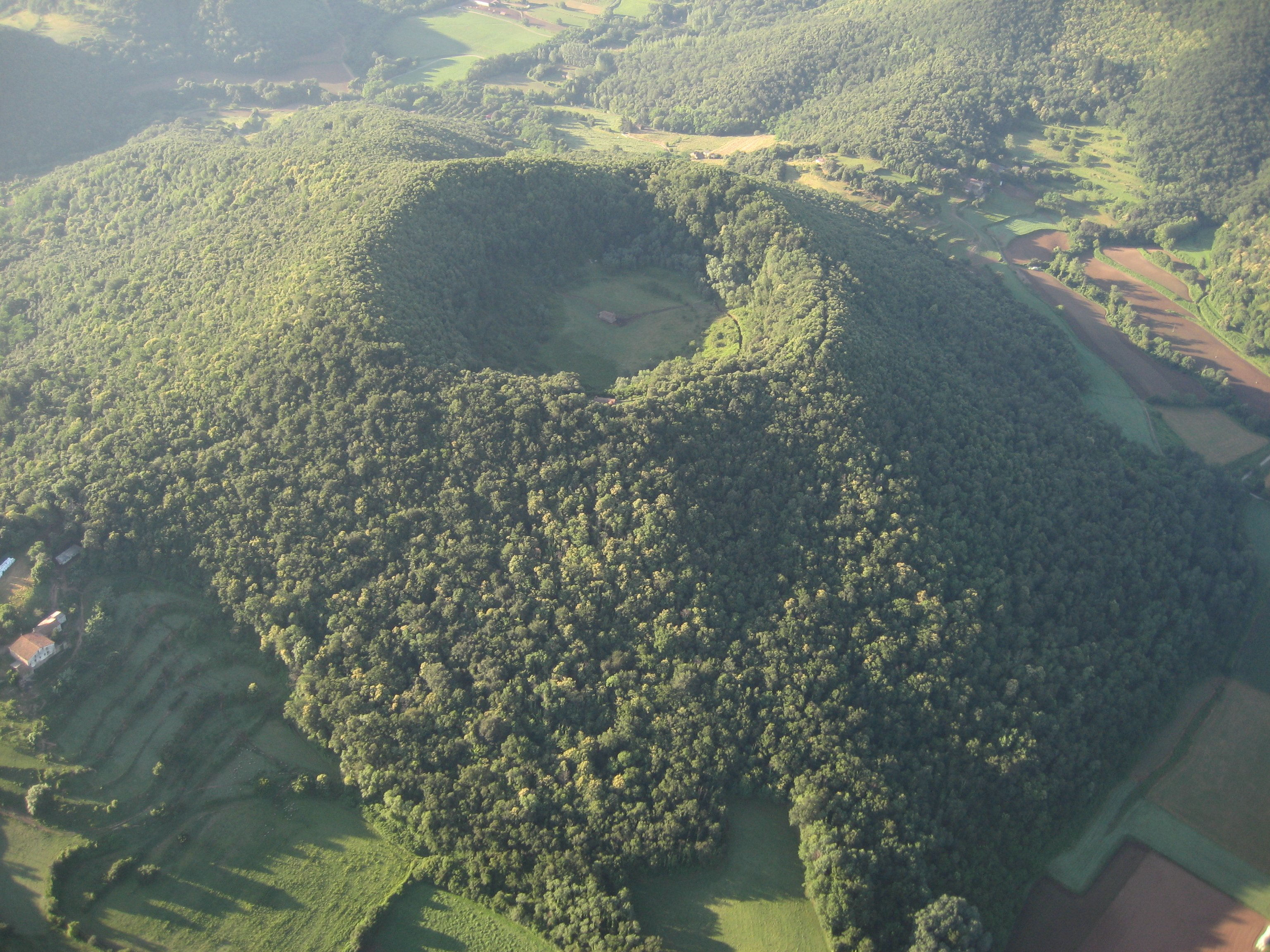

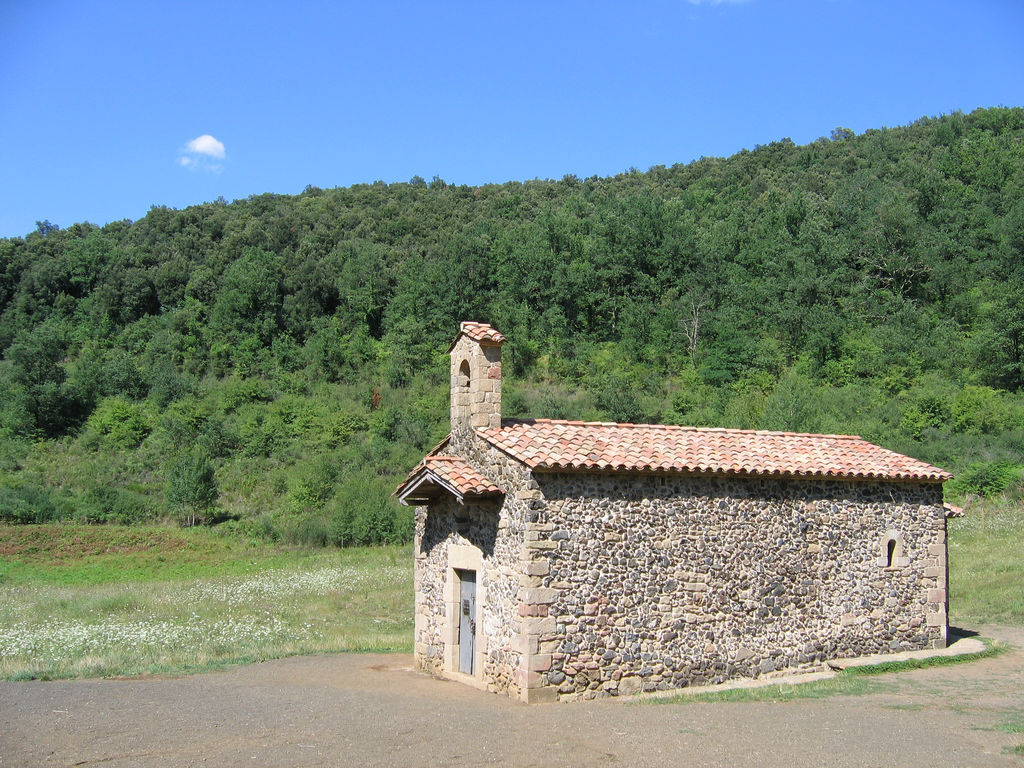

42°8′29″N 2°32′30″E / 42.14139°N 2.54167°E
圣玛格丽塔火山（西班牙語：Volcán de Santa Margarita）是西班牙的火山，位於該國東北部加泰羅尼亞，處於奧洛特和聖保之間，海拔高度682米，最近一次火山噴發在11,000年前左右發生。